# 帕農山國家公園
1°14′24″S 110°14′21″E / 1.24000°S 110.23917°E

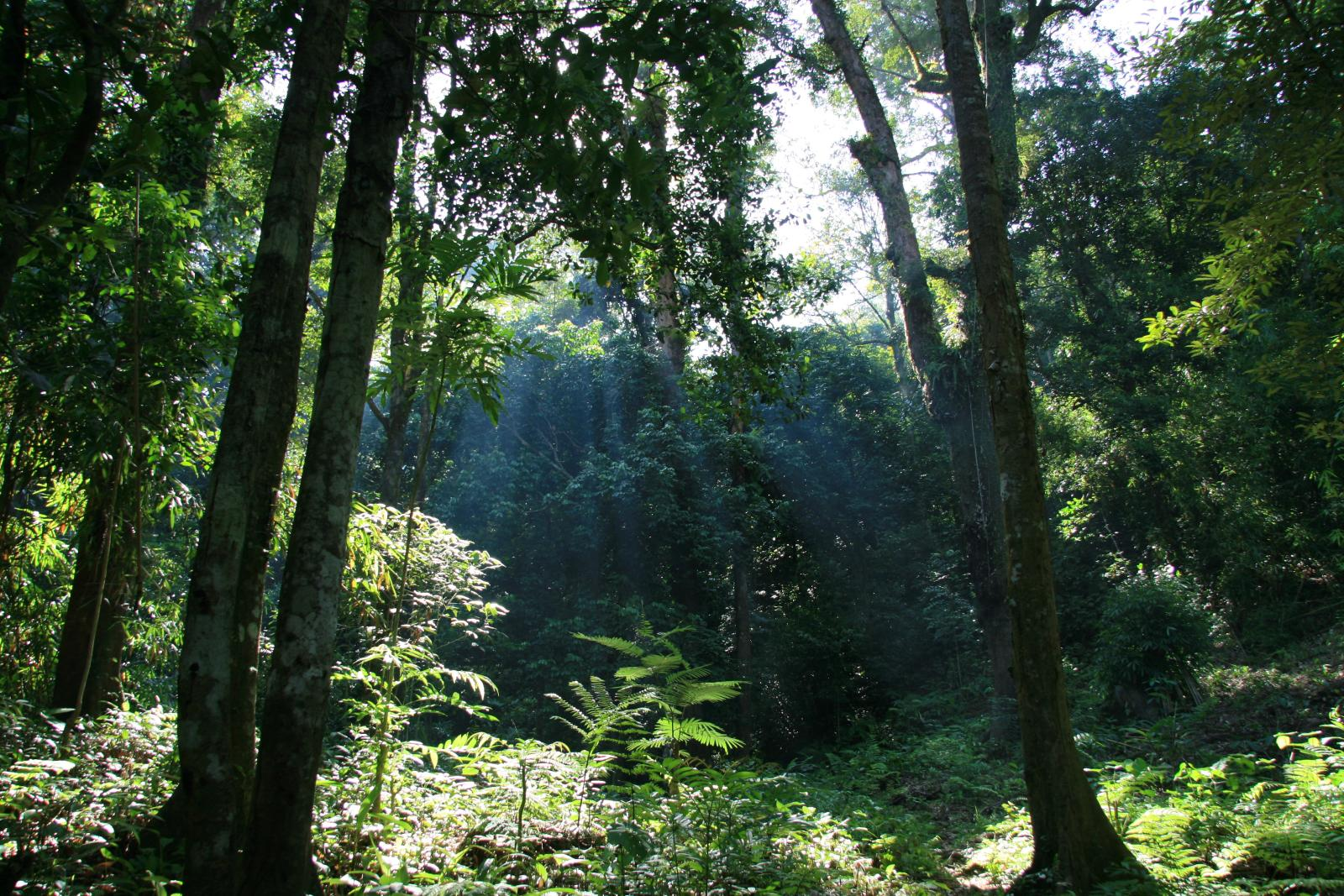

帕農山國家公園是印尼的國家公園，位於婆羅洲，處於西加里曼丹省，鄰近坤甸。

## 歷史
帕農山周遭最早於1937年被劃為保護區，並逐漸擴大。1990年3月24日，印尼政府將其指定為國家公園。面積約1000平方公里，有多種野生動物棲息。

## 生態
該國家公園內約有2500隻瀕臨絕種的婆羅洲猩猩、2500種樹及九種森林棲地與數千種生物。

## 外部連結
- Yayasan Palung （页面存档备份，存于）: Local conservation organization
- Mount Palung Orangutan Project （页面存档备份，存于）